# Sólo te quiero como amigo
Sólo te quiero como amigo es el tercer libro del uruguayo Dani Umpi. Fue publicado por Interzona Editora en 2006 y reeditado por Estruendomudo en el año 2009.

## Reseña
Sólo te quiero como amigo es una novela sobre la soledad, la soledad del que se queda solo; pero también la soledad del que está mal acompañado, o acompañado de alguien con quien no se conoce.
La trama sigue a un muchacho veinteañero homosexual de Montevideo a quien acaba de dejar su novio, con quien tenía una relación de dependencia.

## Críticas
El crítico Hugo César Moreno Hernández afirmó que el libro le interesó por una identificación que le permitió que interfiriera la preferencia sentimental.